# 洛弗
洛弗是奥地利萨尔茨堡州滨湖采尔县的一个市镇。总面积55.63平方公里，总人口1936人，人口密度34.8人/平方公里（2005年）。